# السرس (تونس)
السرس إحدى مدن الجمهورية التونسية، تتبع إداريا ولاية الكاف في إقليم الشمال الغربي. وتقع جنوب شرقي مدينة الكاف على بعد 35 كلم. وتمثل ازدواج وتحابب الديانات في تونس إذ هناك جامع وكنيس وكنيسة متجاورة ولم يتم القيام بأي أعمال شغب بأي منها.

## تاريخها
وجدت هذه المدينة منذ العهد الروماني، وكانت تسمى أسوراس، وكانت آنذاك من المدن التي حصلت على صفة البلدية. وفي العهود الإسلامية كانت تسمى الأربص.
السرس إحدى مدن الجمهورية التونسية، تقع في ولاية الكاف.
تمتاز مدينة السرس بموقع جغرافي مميّز وبطبيعة سهولها الخصبة والشاسعة مما جعل البلدة محورا رئيسيا في النشاط الفلاحي للجهة وتقع في الجنوب الشرقي لولاية الكاف على بعد 35 كلم من مدينة الكاف، تحدها غربا مدينة الكاف الشرقية وتحدها من الشمال معتمدية سيدي بورويس وجنوبا معتمديتا الدهماني والقصور وتبعد عن تونس العاصمة حوالي 165 كلم. وجهة السرس معروفة منذ قديم الزمان بسهولها الشاسعة ووفرة وتعدد مواردها المائية السطحية والباطنية وتميزها الفلاحي واحتلالها مكانة مرموقة في الزراعات الكبرى خاصة مما جعلها تلقب بـ «مطمورة روما» لأهمية إنتاجها للحبوب وهو ما يؤكد ويدعم الأسطورة القائلة بان اسم السرس مستخرج من Assuras أو Ceres آلهة الخصب والفلاحة لدى الرومان. كلّ هذه الإمكانيات الضخمة والهائلة جعلت جهة السرس قبلة إستراتيجية لجل الحضارات المتعاقبة على البلاد التونسية وتمثل مطمع الجميع آنذاك، وذلك بداية من الإنسان البدائي أو ما قبل التاريخ. وفي السرس نشاط ثقافي موسمي خلال فصل الصيف من كلّ سنة، علاوة على تنظيم شهر التراث من 18 أفريل إلى 18 ماي من كلّ سنة من قبل بلدية المكان.
«أسوراس» هو الأصل الــــذي ورثت عنه مدينة السرس اسمها. وقد كانت من أهم المستوطنات الرومانية. ويذكر اسمها بسيراس ألهة الخصب قديما وذلك لخصـــــــوبة أراضيــــــــها وامتداد سهولها. ونظرا لموقعها الجغرافي وطبيعة سهولها الخصبة والشاسعة تمثل السرس محورا رئيسيا للنشاط الفلاحي للجهة. تقع في الجنوب الشرقي على بعد 35 كلــم من مركز ولاية الكاف وترجع لها بالنظر. وتتصدر الفلاحة مركزا مرموقا في المنطقة وتعتبر العمود الفقري لاقتصـــــــــادها (الزراعات الكبرى قمح وشعير «قمح السرس وقمح الدير») وكذلك الخضر الفصلية مثـــــــل الفلفل والطماطم.

## اقتصاد
يرتكز اقتصاد مدينة السرس ومنطقتها على الفلاحة، حيث عرفت منذ القديم بخصوبة أراضيها، ويتمثل إنتاجها الفلاحي أساسا في الزراعات الكبرى من قمح وشعير، وكذا الخضر الفصلية مثل الطماطم والفلفل.و تفتقر البلدة إلى الصناعات التحويلية. حيث أدى الإهمال وسوء التصرف إلى إغلاق مصنع تعليب الحليب الوحيد وكذلك إلى هجر مصنع معجون الطماطم رغم وفرة الإنتاج. تعتبر السرس إحدى أهم مناطق إنتاج الحليب في المنطقة ولكن سوء الاستغلال والتخطيط جعل منها متخلفة في هذا المجال. حيث يقوم مجمع الحليب ببيع الحليب إلى مصانع في مناطق أخرى وبيعه طازجا للمواطنيين. تفتقر منطقة السرس إلى الصناعات المعملية رغم أنها لا تصنف منطقة معزولة حيث لها شبكة طرقات تعد جيدة كما تربطها سكة الحديد بباقي أقاليم الجمهورية والميناء البحري برادس. وهي لا تبعد أكثر من 70 كام عن البلد المجاور الجزائر. تعد السرس في حالة تفعيل الاتحاد المغاربي منطقة واعدة اقتصاديا.

## انظر مواضيع ذات علاقة
- ولاية الكاف.